# Di-tert-butylether
Di-tert-butylether ist eine zu den Ethern gehörende chemische Verbindung mit der Summenformel C8H18O. Es ist eine farblose Flüssigkeit mit einem dem Campher ähnlichen eher durchdringenden Geruch und wird als Lösungsmittel eingesetzt.

## Darstellung
Die Darstellung erfolgt durch Reaktion von Silbercarbonat und tert-Butylchlorid in Diethylether als Lösungsmittel unter Freisetzung von Kohlenstoffdioxid und Silberchlorid. Als Nebenprodukte entstehen noch tert-Butylalkohol und Isobuten.

## Reaktionen
Di-tert-butylether wird durch Umsetzung mit konz. Salzsäure gespalten, unter starker Hitzeentwicklung entsteht tert-Butylchlorid.

## Verwandte Verbindungen
- Di-n-butylether
- Di-sec-butylether
- Diisobutylether